# Hrabstwo Mountrail

Piramida wieku hrabstwa

Hrabstwo Mountrail (ang. Mountrail County) to hrabstwo w stanie Dakota Północna w Stanach Zjednoczonych. Hrabstwo zajmuje powierzchnię 5 027,37 km². Według szacunków United States Census Bureau w roku 2006 liczyło 6 442 mieszkańców. Siedzibą administracji hrabstwa jest miasto Stanley.

## Miejscowości
- Stanley
- New Town
- Palermo
- Parshall
- Plaza
- Ross
- White Earth